# 沃爾奇多爾市鎮

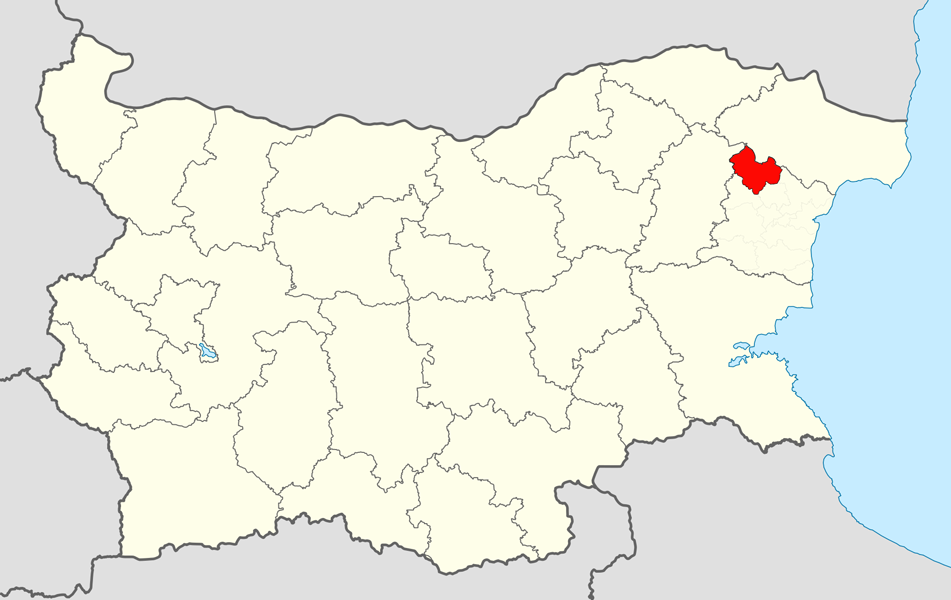

43°24′N 27°33′E / 43.400°N 27.550°E
沃爾奇多爾市鎮，是保加利亞東北部瓦爾納州的市鎮，行政中心为沃爾奇多爾，面積472.5平方公里，2009年人口11,093，人口密度每平方公里23.48人。